# La Niñez
La Niñez fue una revista infantil publicada en Madrid entre 1879 y, al menos, 1882.

## Descripción
Fue fundada en 1879. La publicación, dirigida por Manuel Ossorio y Bernard y que incluía en sus páginas ilustraciones –en cuya confección participaron ilustradores y grabadores como Carlos Múgica y Pérez, Tomás Carlos Capuz, Manuel Nao, Arturo Carretero, José Luis Pellicer, José Severini o Perea, entre otros–, contó con las firmas de numerosos literatos. Checa Godoy apunta 1884 como el fin de la publicación. En la biblioteca del Museo del Romanticismo se conservarían ejemplares desde 1879 a 1882, al igual que en la Hemeroteca Digital de la Biblioteca Nacional de España.